# Бабьяк, Ян
Ян Бабьяк (словац. Ján Babjak; 28 октября 1953, деревня Хажин-над-Цирохой, Прешовский край, Чехословакия) — словацкий грекокатолический архиепископ, глава Словацкой грекокатолической церкви, архиепископ-митрополит Прешова. Член ордена иезуитов.

## Биография
Родился 28 октября 1953 года в деревне Хажин-над-Цирохой (Прешовский край).
После окончания школы изучал теологию и философию в семинарии Святых Кирилла и Мефодия в Братиславе. 11 июня 1978 года рукоположён в священники. 18 июня 1987 года вступил в Общество Иисуса (иезуиты).
В 1991 году Ян Бабьяк был направлен в Рим, в Папский восточный институт, специализирующийся на изучении духовности и традиций восточных христианских церквей. В 1993 году окончил лиценциат, после годичного перерыва вернулся в Рим, в 1996 году защитил докторскую диссертацию по теологии. Диссертация была посвящена работам Михала Лацко (Michal Lacko), словацкого историка и духовного писателя.
После возвращения на родину работал руководителем духовного центра им. Михала Лацко в Кошице и профессором теологии в университете Трнавы.
11 декабря 2002 года назначен на грекокатолическую кафедру Прешова. Епископская хиротония состоялась 6 января 2003 года, проходила в Соборе Святого Петра в Ватикане, главным консекратором был папа Иоанн Павел II. Епископским девизом Ян Бабьяк избрал фразу на родном словацком языке — «Vy ste chrám živého Boha» (Вы — храм Бога живаго, 2Кор. 6:16).
30 января 2008 года папа Бенедикт XVI радикально реформировал структуру Словацкой грекокатолической церкви. Прешовская епархия получила статус архиепархии-митрополии, которой подчинены две епархии — с центрами в Кошице и Братиславе. Ян Бабьяк стал, таким образом, архиепископом-митрополитом.